# Präsidentschaftswahl in Zaire 1984
Die Präsidentschaftswahl in Zaire 1984 war eine Scheinwahl in Zaire, der heutigen Demokratischen Republik Kongo.
Der damalige, diktatorisch regierende Präsident Mobutu Sese Seko von der Mouvement Populaire de la Révolution war der einzige Kandidat und die Wahl wurde in Form einer „Ja/Nein“-Abstimmung für oder gegen seine Präsidentschaft durchgeführt. Gemäß offiziellen Angaben stimmten 99,16 Prozent der an der Wahl teilnehmenden Bevölkerung mit „Ja“.

## Ergebnisse
| Alternative                        | Stimmen    | %     |
| ---------------------------------- | ---------- | ----- |
| Ja                                 | 14.885.997 | 99,16 |
| Nein                               | 126.101    | 0,84  |
| Total                              | 15.012.078 | 100   |
| Quelle: African Elections Database |            |       |